# Прогресивна алијанса
Прогресивна алијанса, скраћено ПА (енгл. Progressive Alliance, PA) је глобална политичка мрежа социјалдемократских и прогресивних политичких странака и организација основана 22. маја 2013. у Лајпцигу, Немачка. Алијанса је основана као алтернатива Социјалистичкој интернационали. Прогресивна алијанса твди да има око 140 чланица широм света.

## Чланице
| Алжир                        | Социјалистички фронт                                                           |
| Аргентина                    | Социјалистичка партија, Генерација за национални сусрет                        |
| Аустралија                   | Радничка партија Аустралије                                                    |
| Аустрија                     | Социјалдемократска партија Аустрије                                            |
| Бахрејин                     | Савез националне демократске акције                                            |
| Белорусија                   | Беларуска Социјалдемократска партија                                           |
| Белгија                      | Социјалистичка странка (Белгија), Напред (Белгија)                             |
| Бенин                        | Демократе (Бенин)                                                              |
| Боливија                     | Покрет за социјализам                                                          |
| Босна и Херцеговина          | Социјалдемократска партија (Босна и Херцеговина)                               |
| Бразил                       | Радничка партија (Бразил) Бразилска социјалистичка партија                     |
| Бугарска                     | Бугарска социјалистичка партија                                                |
| Буркина Фасо                 | Покрет за прогрес                                                              |
| Камерун                      | Социјалдемократски фронт                                                       |
| Канада                       | Нова демократска странка (Канада)                                              |
| Централноафричка Република   | Покрет за слободу Централне африке                                             |
| Чиле                         | Социјалистичка партија Чилеа Странка за демократију                            |
| Конго                        | Савез за демократију и социјални прогрес                                       |
| Костарика                    | Странка грађанске акције                                                       |
| Хрватска                     | Социјалдемократска партија Хрватске                                            |
| Кипар                        | EDEK Социјалистичка странка Демократска странка Кипра                          |
| Чешка                        | Социјалдемократија (Чешка)                                                     |
| Данска                       | Социјалдемократе (Данска)                                                      |
| Доминиканска република       | Модерна револуционарна партија                                                 |
| Источни Тимор                | Револуционарни фронт за независност Источног Тимора                            |
| Египат                       | Египатска социјалдемократска партија                                           |
| Екваторијална Гвинеја        | Савез за социјалдемократију                                                    |
| Еритреја                     | Народни демократски фронт Еритреје                                             |
| Есватини                     | Уједињени народни демократски покрет Швази демократска партија                 |
| Финска                       | Социјалдемократска партија Финске                                              |
| Француска                    | Социјалистичка партија (Француска)                                             |
| Немачка                      | Социјалдемократска партија Немачке                                             |
| Гана                         | Национални демократски конгрес                                                 |
| Грчка                        | Панхеленски социјалистички покрет                                              |
| Гренада                      | Национални демократски конгрес (Гренада)                                       |
| Гвинеја                      | Народни савез Гвинеје                                                          |
| Мађарска                     | Мађарска социјалистичка партија                                                |
| Индија                       | Индијски национални конгрес Самајвади партија                                  |
| Индонезија                   | Демократска партија Индонезије Национална демократска партија                  |
| Иран                         | Демократска партија Ирана Комала партија иранског Курдистана                   |
| Ирак                         | Патриотски савез Курдистана Социјалдемократска партија Курдистана              |
| Ирска                        | Лабуристичка партија (Ирска)                                                   |
| Израел                       | Демократе (Израел)                                                             |
| Италија                      | Демократска партија (Италија)                                                  |
| Обала Слоноваче              | Савез за демократију и развој Слобода и демократија за републику               |
| Јордан                       | Јорданска социјалдемократска партија                                           |
| Кенија                       | Радничка партија Кеније                                                        |
| Киргистан                    | Социјалдемократе Киргистан                                                     |
| Летонија                     | Социјалдемократска странка „Хармонија“ (Летонија)                              |
| Либан                        | Социјалистичка партија Либана                                                  |
| Литванија                    | Социјалдемократска партија Литваније                                           |
| Луксембург                   | Социјалистичка радничка партија                                                |
| Малезија                     | Партија демократске акције                                                     |
| Мауританија                  | Савез демократских снага                                                       |
| Маурицијус                   | Покрет за Маурицијус                                                           |
| Мексико                      | Грађански покрет Партија демократске револуције                                |
| Молдавија                    | Демократска странка Молдавије                                                  |
| Монголија                    | Монголска народна партија                                                      |
| Црна Гора                    | Демократска партија социјалиста Црне Горе Социјалдемократска партија Црне Горе |
| Мароко                       | Савез социјалиста                                                              |
| Мјанмар                      | Демократска странка за Мјанмар                                                 |
| Непал                        | Непалски конгрес                                                               |
| Холандија                    | Радничка партија                                                               |
| Нови Зеланд                  | Лабуристичка странка Новог Зеланда                                             |
| Никарагва                    | Сандинистички покрет обнове                                                    |
| Нигер                        | Партија за демократију и социјализам                                           |
| Северна Македонија           | Социјалдемократски савез Македоније                                            |
| Северни Кипар                | Турска републиканска странка                                                   |
| Норвешка                     | Лабуристичка партија (Норвешка)                                                |
| Палестина                    | Фатах Палестинска национална иницијатива                                       |
| Парагвај                     | Партија грађанске солидарности                                                 |
| Филипини                     | Партија грађанске акције                                                       |
| Португал                     | Социјалистичка партија (Португалија)                                           |
| Конго                        | Грађански савез Конга                                                          |
| Румунија                     | Социјалдемократска партија Румуније                                            |
| Света Луција                 | Лабуристичка партија                                                           |
| Сао Томе и Принсипе          | Покрет за ослобођење Сао Томе и Принсипеа / Социјалдемократска партија         |
| Сенегал                      | Социјалистичка партија Сенегала                                                |
| Србија                       | Демократска странка (Србија)                                                   |
| Словачка                     | Смер — социјалдемократија                                                      |
| Словенија                    | Социјалдемократе (Словенија)                                                   |
| Шпанија                      | Шпанска социјалистичка радничка партија                                        |
| Шведска                      | Шведска социјалдемократска партија                                             |
| Швајцарска                   | Социјалдемократска партија Швајцарске                                          |
| Сирија                       | Сиријска демократска народна партија                                           |
| Танзанија                    | Партија Револуције (Танзанија)                                                 |
| Тајланд                      | Народна странка                                                                |
| Тунис                        | Демократски форум за рад и слободу                                             |
| Турска                       | Републиканска народна странка Партија народне једнакости и демократије         |
| Велика Британија             | Лабуристичка партија (Уједињено Краљевство)                                    |
| Уругвај                      | Социјалистичка странка Уругваја                                                |
| Венецуела                    | Покрет за социјализам                                                          |
| Западна Сахара               | Полисарио                                                                      |
| Јемен                        | Социјалистичка партија Јемена                                                  |
| Змбабве                      | Покрет за демократске промене                                                  |
| Африка                       | Централноафричка прогресивна алијанса                                          |
| Америка                      | Центар за амерички прогрес Центар за социјалдемократију                        |
| Азија                        | Мрежа за социјалдемократију Азије Арапски социјалдемократски форум             |
| Европа                       | Партија европских социјалиста                                                  |
| Европа                       | Партија европских жена социјалиста                                             |
| Европа                       | Европски млади социјалисти                                                     |
| Европа                       | Фондација за европске прогресивне студије                                      |
| Европа                       | Сицијалистичка група у Савету Европе                                           |
| Европа                       | Европски форум за демократију и солидарност                                    |
| Европска унија               | Напредни савез социјалиста и демократа                                         |
| Интернационалне организације | Социјалистички савез жена                                                      |
| Интернационалне организације | Међународна унија социјалистичке омладине                                      |
| Интернационалне организације | Интернационална конфедерација трговаца                                         |
| Интернационалне организације | Национални демократски институт                                                |
| Интернационалне организације | Улоф Палме интернационални центар                                              |
| Интернационалне организације | Унија продаваца при ОЕЦД                                                       |
| Интернационалне организације | Асоцијација за демократски социјализам                                         |
| Интернационалне организације | CEE мрежа                                                                      |
| Интернационалне организације | Глобални форум прогреса                                                        |
| Интернационалне организације | Глобална унија индустријских радника                                           |
| Интернационалне организације | Мрежа запослених                                                               |
| Интернационалне организације | Солидар                                                                        |